# William C. Mellor
William C. Mellor (* 29. Juni 1903 in Missouri; † 30. April 1963 in Los Angeles) war ein US-amerikanischer Kameramann.

## Leben
William C. Mellor arbeitete über 30 Jahre als Kameramann für die großen Hollywoodstudios wie Paramount Pictures, MGM und die 20th Century Fox. In den 1930er-Jahren drehte er B-Movies. Seinen Durchbruch hatte er 1940 mit der Filmkomödie Der große McGinty unter der Regie von Preston Sturges. Im Jahr 1942 stand er für den Abenteuerfilm Der Weg nach Marokko (Road to Morocco), einen Film der Road to ...-Reihe, hinter der Kamera. 1952 wurde er mit einem Oscar für seine Kameraarbeit in dem Melodram Ein Platz an der Sonne von George Stevens mit Montgomery Clift und Elizabeth Taylor ausgezeichnet. Eine zweite Oscar-Nominierung erfolgte 1958 für seine Arbeit in der Literaturverfilmung Glut unter der Asche von Mark Robson mit Lana Turner in der Hauptrolle. Für seine Mitwirkung in dem Holocaust-Film Das Tagebuch der Anne Frank, erneut unter der Regie von George Stevens, erhielt er 1960 seinen zweiten Oscar. 
Mellor starb während der Dreharbeiten zu dem Monumentalfilm Die größte Geschichte aller Zeiten, in dem er erneut mit dem Regisseur George Stevens zusammenarbeitete. Postum erhielt er 1966 eine weitere Oscar-Nominierung. Der Kameramann Loyal Griggs führte seine Arbeit an diesem Film zu Ende und wurde gemeinsam mit Mellor für einen Oscar nominiert. 

## Filmografie (Auswahl)
- 1932: Madame verliert ihr Kleid (This Is the Night) (Kameraführer)
- 1933: Hotel auf dem Ozean (Luxury Liner) (Kameraführer)
- 1933: Revolution der Jugend (This Day and Age)
- 1934: Madame befiehlt! (Enter Madame)
- 1937: Kein Platz für Eltern (Make Way for Tomorrow)
- 1940: Der große McGinty (The Great McGinty)
- 1940: Der Weg nach Singapur (Road to Singapore)
- 1940: Die Hölle der Südsee (Typhoon)
- 1941: Las Vegas Nights
- 1941: Birth of the Blues
- 1942: Wake Island
- 1942: Der Weg nach Marokko (Road to Morocco)
- 1942: Commandos Strike at Dawn
- 1947: Der Senator war indiskret (The Senator Was Indiscreet)
- 1947: Rauhe Ernte (Wild Harvest) (Kamera der Second Unit)
- 1948: Der Menschenfresser von Kumaon (Man-Eater of Kumaon)
- 1949: Love Happy
- 1949: Der blonde Tiger (Too Late for Tears)
- 1951: Colorado (Across the Wide Missouri)
- 1951: Ein Platz an der Sonne (A Place in the Sun)
- 1951: Karawane der Frauen (Westward the Women)
- 1951: Drei auf Abenteuer (Soldiers Three)
- 1951: Anwalt des Verbrechens (The Unknown Man)
- 1952: Stärker als Ketten (Carbine Williams)
- 1952: Mädels ahoi (Skirts Ahoy!)
- 1953: Nackte Gewalt (The Naked Spur)
- 1953: Eine Chance für Suzy (Give a Girl a Break)
- 1955: Stadt in Angst (Bad Day at Black Rock)
- 1956: Giganten (Giant)
- 1957: Ariane – Liebe am Nachmittag (Love in the Afternoon)
- 1957: Glut unter der Asche (Peyton Place)
- 1959: Alle meine Träume (The Best of Everything)
- 1959: Das Tagebuch der Anne Frank (The Diary Of Anne Frank)
- 1959: Der Zwang zum Bösen (Compulsion)
- 1961: Lied des Rebellen (Wild in the Country)
- 1962: Mr. Hobbs macht Ferien (Mr. Hobbs Takes a Vacation)
- 1965: Die größte Geschichte aller Zeiten (The Greatest Story Ever Told)